# Янг-Гарріс (Джорджія)
Янг-Гарріс (англ. Young Harris) — місто (англ. city) в США, в окрузі Таунс штату Джорджія. Населення — 1098 осіб (2020).

## Географія
Янг-Гарріс розташований за координатами 34°56′11″ пн. ш. 83°50′49″ зх. д. / 34.93639° пн. ш. 83.84694° зх. д. (34.936434, -83.847052).  За даними Бюро перепису населення США в 2010 році місто мало площу 2,75 км², з яких 2,75 км² — суходіл та 0,00 км² — водойми.

## Демографія
Згідно з переписом 2010 року, у місті мешкало 899 осіб у 150 домогосподарствах у складі 97 родин. Густота населення становила 327 осіб/км².  Було 201 помешкання (73/км²).
Расовий склад населення:
| - 92,4 % — білих - 2,8 % — чорних або афроамериканців - 1,3 % — азіатів - 0,4 % — корінних американців - 0,1 % — вихідців з тихоокеанських островів - 1,8 % — осіб інших рас |

До двох чи більше рас належало 1,1 %. Частка іспаномовних становила 4,0 % від усіх жителів.
За віковим діапазоном населення розподілялося таким чином: 11,3 % — особи молодші 18 років, 82,4 % — особи у віці 18—64 років, 6,3 % — особи у віці 65 років та старші. Медіана віку мешканця становила 19,9 року. На 100 осіб жіночої статі у місті припадало 86,5 чоловіків;  на 100 жінок у віці від 18 років та старших — 84,5 чоловіків також старших 18 років.
Середній дохід на одне домашнє господарство  становив 43 648 доларів США (медіана — 28 125), а середній дохід на одну сім'ю — 62 869 доларів (медіана — 40 000). Медіана доходів становила 29 583 долари для чоловіків та 16 875 доларів для жінок. За межею бідності перебувало 36,3 % осіб, у тому числі 54,8 % дітей у віці до 18 років та 15,6 % осіб у віці 65 років та старших.
Цивільне працевлаштоване населення становило 407 осіб. Основні галузі зайнятості: мистецтво, розваги та відпочинок — 40,3 %, освіта, охорона здоров'я та соціальна допомога — 35,1 %, роздрібна торгівля — 5,9 %, виробництво — 5,7 %.